# Калети
Калѐти (на полски: Kalety; на немски: Kalet) е град в Южна Полша, Силезко войводство, Тарногорски окръг. Административно е обособен като самостоятелна градска община с площ 76,29 км2. Според данни от полската Централна статистическа служба, към 1 януари 2014 г. населението на града възлиза на 8607 души. Гъстотата е 113 души/км2.

## Личности

### Родени в града
- Хенрик Борек, филолог